# Massala turtur
Massala turtur är en fjärilsart som beskrevs av Felder 1874. Massala turtur ingår i släktet Massala och familjen nattflyn. Inga underarter finns listade i Catalogue of Life.